# 近藤浩治
近藤 浩治（こんどう こうじ、1961年〈昭和36年〉8月13日 - ）は、ゲームミュージックの作曲家。任天堂で企画制作本部上席統括を担当。マリオシリーズやゼルダの伝説シリーズの楽曲で知られる。

## 来歴
愛知県名古屋市出身。5歳ぐらいから高校1年ぐらいまで、名古屋の音楽教室でエレクトーンを習い、ラテン音楽や普通のポップスやジャズなどポピュラー音楽全般の曲を練習していた。一方、中学時代にはディープ・パープルなどのハードロックのコピーバンドを、高校時代にはフュージョンのコピーバンドをやっていた。
進学した大阪芸術大学芸術学部芸術計画学科では、芸術全般について勉強する中で音の勉強にも取り組む。大学の研究室には当時高価だったパーソナルコンピュータが1台あり、これを操作して音の出方をいろいろ試し、効果音作りへの興味を深めた。その後、就職活動の際に、近藤は友達から任天堂のサウンド担当者募集の求人を勧められる。当時はゲームサウンドの職業を募集するのは珍しく、任天堂としてもサウンド担当者の募集は初めてだった。当時の近藤はシンセサイザーで曲作りを行う一方で喫茶店のテーブルゲームでマリオのゲームを遊んでいたことから、こういう仕事ができればと考え、任天堂1社のみを受けた。
1984年に任天堂に入社。作曲家デビュー作は『デビルワールド』。この『デビルワールド』でディレクターを務めていた宮本茂から曲作りの姿勢を評価され、後に同じく宮本が手掛ける『スーパーマリオブラザーズ』で近藤が指名される。
『スーパーマリオサンシャイン』を最後にメインコンポーザーとしての第一線から退き、その後は主にサウンドスタッフの統括など指導的な立場となっている。しかし、本人は2007年のインタビューで「出来ればまたゲーム全体の音楽の作曲をしたい」という趣旨の発言をしている。
2023年、『スーパーマリオブラザーズ』のテーマ曲として用いられている「地上BGM」（Super Mario Bros. theme）が日本人が作曲した曲として初めて、またビデオゲームのサウンドとしても初めてアメリカ議会図書館の全米録音資料登録簿に登録された。近藤は「多くの名曲と一緒にマリオの曲が保存されるのは、とても光栄なことです。ちょっと信じられない気持ちでいます」とコメントしている。
2024年、第27回D.I.C.E. Awardsで殿堂入りに選出された。

## 人物
『スーパーマリオブラザーズ』で最初に作曲したのは「イメージするのが最も簡単だった」という水中の曲で、逆に地上の曲は何度も書き直したという。メインテーマとして「のほほんとした草原を思わせるイメージ」の曲も作っていたが、それを完成したゲームに載せてみるとまったく合わずボツになっている。
後輩の音楽スタッフがスーパーマリオシリーズの楽曲を制作する際、「マリオはかわいい」というイメージを持たれることがあるという。しかし、近藤はそうしたイメージは違うと考えており、後輩スタッフに対して「マリオはかっこいい存在だ」「かっこいい音楽を作ってください」と伝えている。
音楽的に大きな影響を受けたのはジャズサクソフォーン奏者の渡辺貞夫。『スーパーマリオブラザーズ』の地上BGMも渡辺の影響を受けて作ったという。1991年に発売されたすぎやまこういちプロデュースの音楽CD『スーパーマリオワールド』では、渡辺貞夫がスーパーマリオシリーズの楽曲を演奏し、本人との対面も果たしている。

## 作品
太字表記の作品は、メインで担当したタイトル。
- ゴルフ
- デビルワールド（中塚章人と共同）
- サッカー
- スパルタンX（効果音を担当）
- 謎の村雨城
- 夢工場ドキドキパニック
- ふぁみこんむかし話 新・鬼ヶ島
- マリオシリーズ
  - スーパーマリオシリーズ
    - スーパーマリオブラザーズ
    - スーパーマリオブラザーズ2
    - スーパーマリオブラザーズ3
    - スーパーマリオワールド
    - スーパーマリオUSA[13]
    - スーパーマリオ64

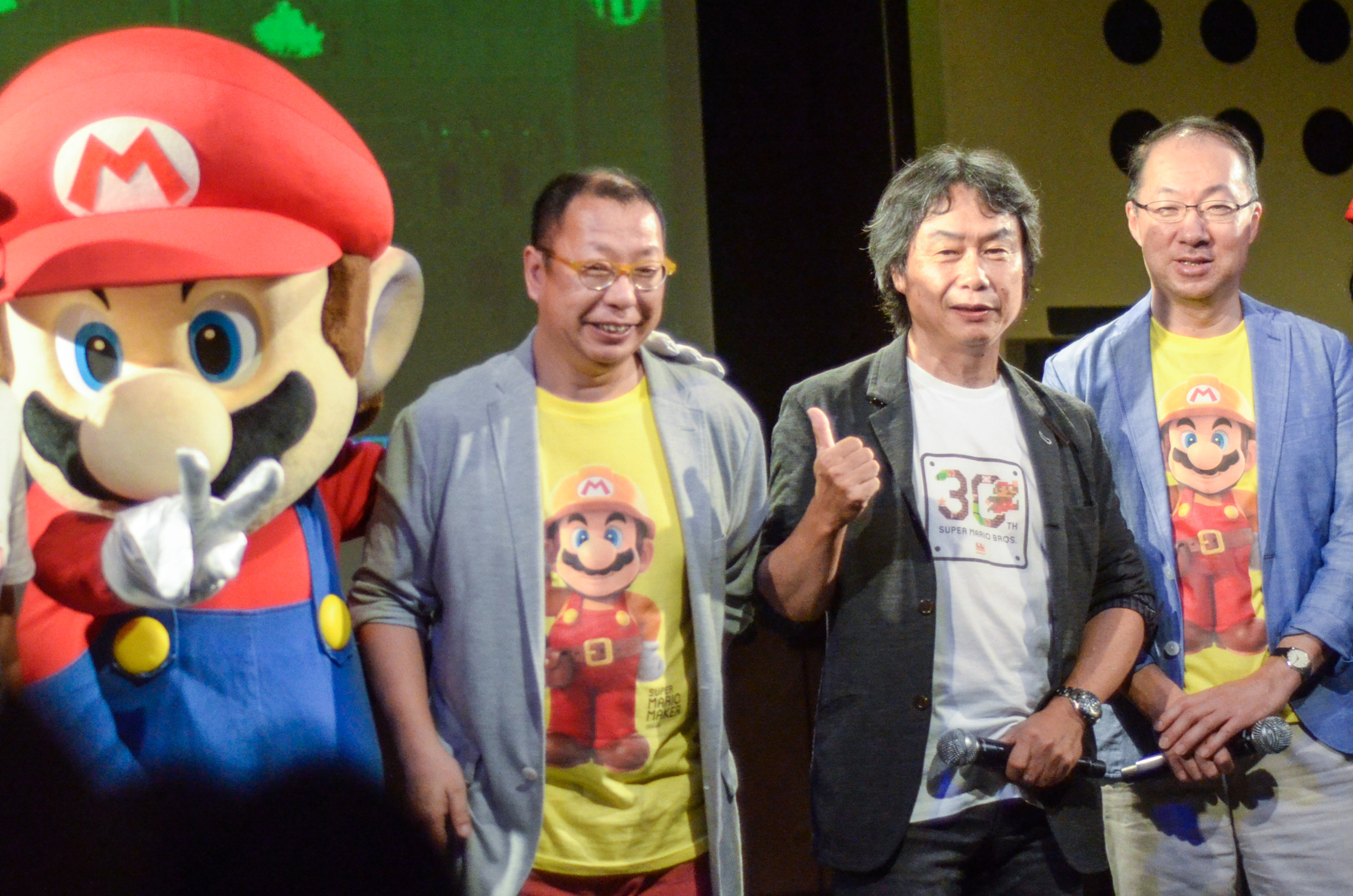
右から近藤浩治、宮本茂、手塚卓志（2015年9月13日「スーパーマリオ30祭」）

    - スーパーマリオサンシャイン（田中しのぶと共同）
    - New スーパーマリオブラザーズ（サウンドディレクション、地上ステージのメイン曲[14]、その他一部の曲を担当。主な担当者は太田あすか・若井淑）
    - スーパーマリオギャラクシー（横田真人と共同。計4曲を作曲[15][16]）
    - New スーパーマリオブラザーズ Wii（サウンドアドバイス。主な担当者は藤井志帆・永松亮）
    - スーパーマリオギャラクシー2（横田真人・永松亮と共同。計5曲を担当）
    - New スーパーマリオブラザーズ 2（サウンドアドバイス。主な担当者は永田権太・藤井志帆・永松亮）
    - New スーパーマリオブラザーズ U（サウンドアドバイス。主な担当者は藤井志帆・横田真人）
    - スーパーマリオ 3Dワールド（横田真人・峰岸透・岩田恭明と共同）
    - スーパーマリオメーカー（久保直人・早崎あすかと共同）
    - スーパーマリオ オデッセイ（久保直人・横田真人・藤井志帆と共同）
    - スーパーマリオブラザーズ ワンダー（藤井志帆・土肥紗也子・Chisaki Shimazuと共同。サウンドディレクターも担当[1]）

  - マリオパーティシリーズ（9以降を除いて全てサウンドサポート）
    - マリオパーティ9（サウンド監修）
    - マリオパーティ アイランドツアー（サウンド監修）
    - マリオパーティ10（サウンド監修）

  - マリオゴルフシリーズ
    - マリオゴルフ64（監修）
    - マリオゴルフGB（監修）
    - マリオゴルフ ファミリーツアー（サウンドサポート）
    - マリオゴルフGBAツアー（サウンドサポート）
    - マリオゴルフ ワールドツアー（サウンド監修）

  - マリオテニスシリーズ
    - マリオテニス64（監修）
    - マリオテニスGB（監修）
    - マリオテニスGC（サウンドサポート）
    - マリオテニス オープン（サウンド監修）

  - ペーパーマリオシリーズ
    - マリオストーリー（マリオおよびヨッシーオリジナルミュージック担当）
    - ペーパーマリオRPG（マリオシリーズテーマミュージック担当）
    - スーパーペーパーマリオ（マリオシリーズテーマミュージック担当）
    - ペーパーマリオ スーパーシール（サウンド監修）

  - マリオカートアドバンス（監修）
  - マリオ&ルイージRPGシリーズ
    - マリオ&ルイージRPG（マリオテーマミュージックおよびサウンドサポート）
    - マリオ&ルイージRPG2（マリオテーマミュージックおよびサウンドサポート）
    - マリオ&ルイージRPG3!!!（マリオテーマミュージックおよびサウンドサポート）
    - マリオ&ルイージRPG4 ドリームアドベンチャー（サウンド監修）

  - マリオvs.ドンキーコングシリーズ
    - マリオvs.ドンキーコング（アドバイス）
    - マリオvs.ドンキーコング2 ミニミニ大行進!（サウンド監修）
    - マリオvs.ドンキーコング ミニミニ再行進!（音楽監修）
    - マリオvs.ドンキーコング 突撃!ミニランド（音楽監修）
    - マリオ AND ドンキーコング ミニミニカーニバル（音楽監修）
    - マリオvs.ドンキーコング みんなでミニランド（音楽監修）

  - スーパーマリオスタジアムシリーズ（サウンドサポート）
  - マリオバスケ 3on3（サウンド監修）
    - MARIO SPORTS MIX（サウンド監修）

  - ルイージマンション2（サウンド監修）
- ヨッシーシリーズ
  - スーパーマリオ ヨッシーアイランド
  - ヨッシーのパネポン（GB版限定。オリジナルヨッシーミュージックを担当）
  - ヨッシーの万有引力（サウンドサポート）
  - ヨッシーアイランドDS（サウンド監修）
- ゼルダの伝説シリーズ
  - ゼルダの伝説
  - ゼルダの伝説 神々のトライフォース
  - ゼルダの伝説 時のオカリナ
  - ゼルダの伝説 ムジュラの仮面（峰岸透と共同）
  - ゼルダの伝説 ふしぎの木の実（サウンドアドバイス）
  - ゼルダの伝説 風のタクト（永田権太、若井淑、峰岸透と共同、プロローグの「勇者伝説」、「おばあちゃんのテーマ」など数曲のみ）
  - ゼルダの伝説 4つの剣（サウンドアドバイス）
  - ゼルダの伝説 4つの剣+（太田あすかと共同）
  - ゼルダの伝説 ふしぎのぼうし（サウンドアドバイス）
  - ゼルダの伝説 トワイライトプリンセス（峰岸透、太田あすからと共同。デモシーンの曲など数曲）
  - ゼルダの伝説 大地の汽笛（峰岸透、太田あすか、富永真央と共同。エンディングの曲など）
  - ゼルダの伝説 スカイウォードソード（若井淑、横田真人、藤井志帆、濱剛と共同）
  - ゼルダの伝説 神々のトライフォース2（サウンド監修）
- パイロットウイングス（岡素世と共同）
- スターフォックスシリーズ
  - スターフォックス（効果音）
  - スターフォックス64（若井淑と共同）
- ドンキーコンガ（サウンドサポート）
  - ドンキーコング ジャングルクライマー（サウンド監修）
- Wiiシリーズ
  - はじめてのWii（サウンドアドバイス）
  - Wii Sports（サウンドアドバイス）
  - Wii Music（ミュージックサポート）
- マリオ&ソニック AT 北京オリンピック（サウンド監修）
  - マリオ&ソニック AT バンクーバーオリンピック（サウンド監修）
  - マリオ&ソニック AT ロンドンオリンピック（サウンド監修）
  - マリオ&ソニック AT ソチオリンピック（サウンド監修）
- 大乱闘スマッシュブラザーズシリーズ
  - 大乱闘スマッシュブラザーズX（一部の曲の編曲[17]）
  - 大乱闘スマッシュブラザーズ for Nintendo 3DS / Wii U（スーパーマリオブラザーズ地上BGMを含む一部の曲の編曲）
- いただきストリートWii（サウンド監修）

## 受賞
- 第27回 D.I.C.E. Awards 殿堂入り[18]

## 関連書籍
- アンドリュー・シャルトマン 著『「スーパーマリオブラザーズ」の音楽革命 近藤浩治の音楽的冒険の技法と背景』樋口武志 訳、DU BOOKS、2023年、ISBN 978-4-86647-204-1